# Kirchberg-Plateau
Das Kirchberg-Plateau (luxemburgisch Kierchbiergⓘ) befindet sich im Nordosten der Stadt Luxemburg. Es ist durch die Großherzogin-Charlotte-Brücke („Rote Brücke“) mit dem Stadtzentrum verbunden. Im Jahr 2018 lebten 5.801 Menschen in dem Stadtteil. Die Fläche des Stadtteils beträgt 337 Hektar.

Kirchberg liegt im Nordosten der Stadt Luxemburg

Auf dem Kirchberg haben sich zahlreiche Banken, europäische Institutionen und Behörden niedergelassen, darunter beispielsweise der Europäische Gerichtshof (EuGH), der Europäische Rechnungshof, die Europäische Investitionsbank, Teile des Generalsekretariats des Europäischen Parlaments, Eurostat und das Max Planck Institute Luxemburg for International, European and Regulatory Procedural Law (siehe auch: Europaviertel (Luxemburg)).
Außerdem befinden sich in dem Viertel die Zentrale der RTL Group, das Messezentrum von Luxemburg (Foire), die Europäische Schule, die luxemburgische Handelskammer (Chambre de Commerce), die luxemburgische Handwerkskammer (Chambre des Métiers), die private staatlich anerkannte eufom-University (European University for Economics & Management), die private staatlich anerkannte ISEC Hochschule der Wirtschaft, die Luxemburgische Nationalbibliothek, das größte Sport- und Kulturzentrum Luxemburgs, die „Coque“, sowie das größte Kino der Stadt (Kinepolis).
2005 wurde auf dem Kirchberg auf der Place de l’Europe das neu erbaute Gebäude der Philharmonie Luxemburg eingeweiht. Architekt ist Christian de Portzamparc, die Ausgestaltung der Akustik im großen Konzertsaal besorgte Albert Yaying Xu. Der große Konzertsaal Salle de Concerts Grande-Duchesse Joséphine-Charlotte hat normalerweise 1307 Sitzplätze, diese können auf maximal 1500 Plätze erhöht werden.
2006 wurde das Musée d’Art Moderne Grand-Duc Jean (Mudam) in unmittelbarer Nähe zur Philharmonie eingeweiht. Das Museumsgebäude liegt an dem der Stadt zugewandten Hang des Kirchbergs direkt am Fort Thüngen (Dräi Eechelen), es ist vom Architekten Ieoh Ming Pei entworfen worden, weshalb es im Sprachgebrauch meist als Pei-Museum (frz. Musée Pei) bezeichnet wird.
Das Geschäfts- und Bankenviertel auf dem Kirchberg wird sich in den nächsten Jahren weiter rasant verändern. Bis 2036 sollen dort nach Angaben des „Fonds Kirchberg“ mehr als 60.000 Beschäftigte arbeiten.
Zum Fahrplanwechsel im Dezember 2017 ist der neue Bahnhof Luxemburg-Pfaffenthal/Kirchberg der Chemins de Fer Luxembourgeois (CFL) in Betrieb gegangen, welcher das Kirchberg-Plateau und den Stadtteil Pfaffenthal mit dem Stadtzentrum Luxemburg und dem Hauptbahnhof verbindet, die Fahrtzeit beträgt ca. fünf Minuten (siehe auch: Standseilbahn Pfaffenthal-Kirchberg).

## Bilder

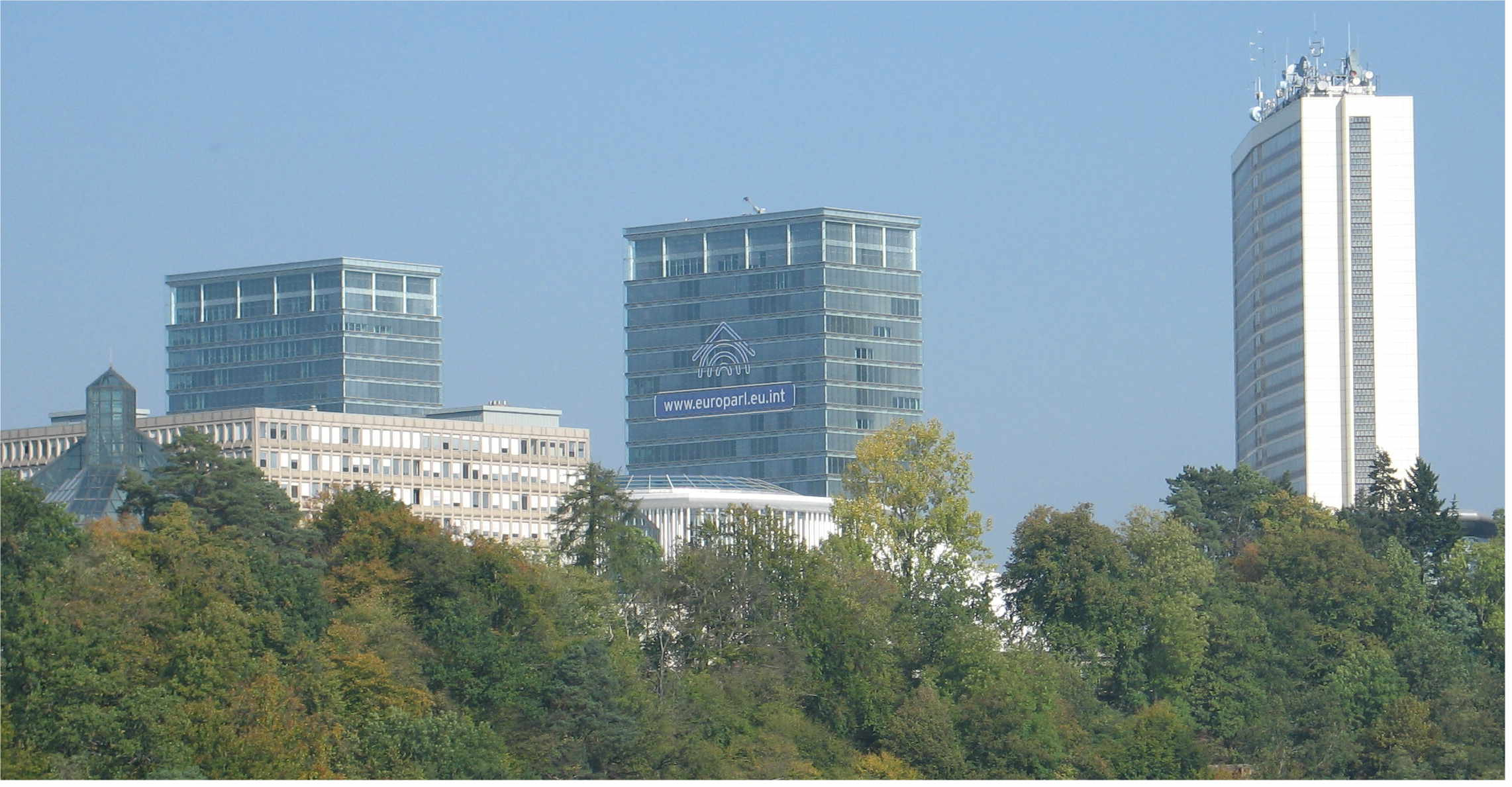
Wahrzeichen des Kirchbergs
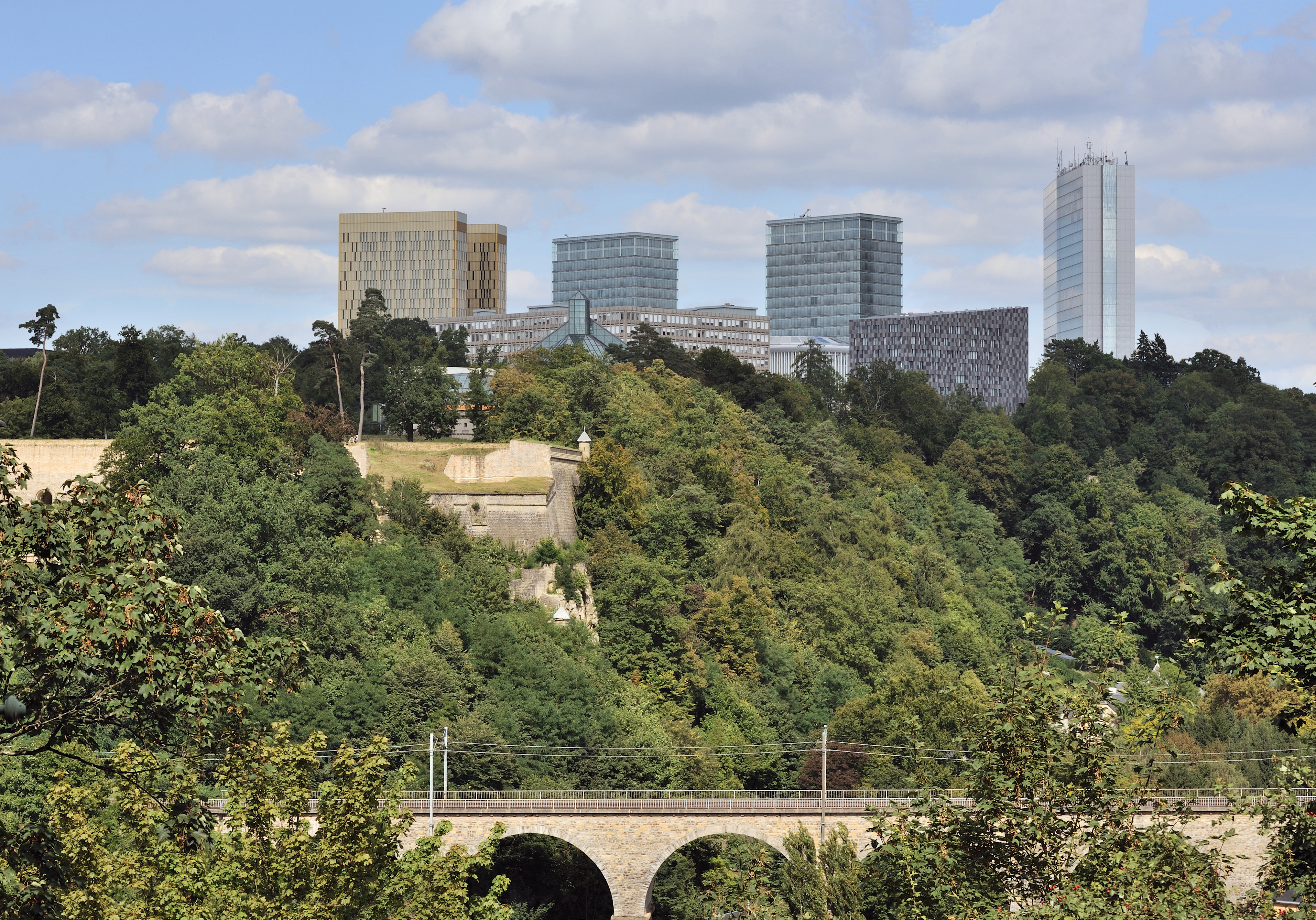
Kirchberg-Plateau Sicht vom Pfaffenthal
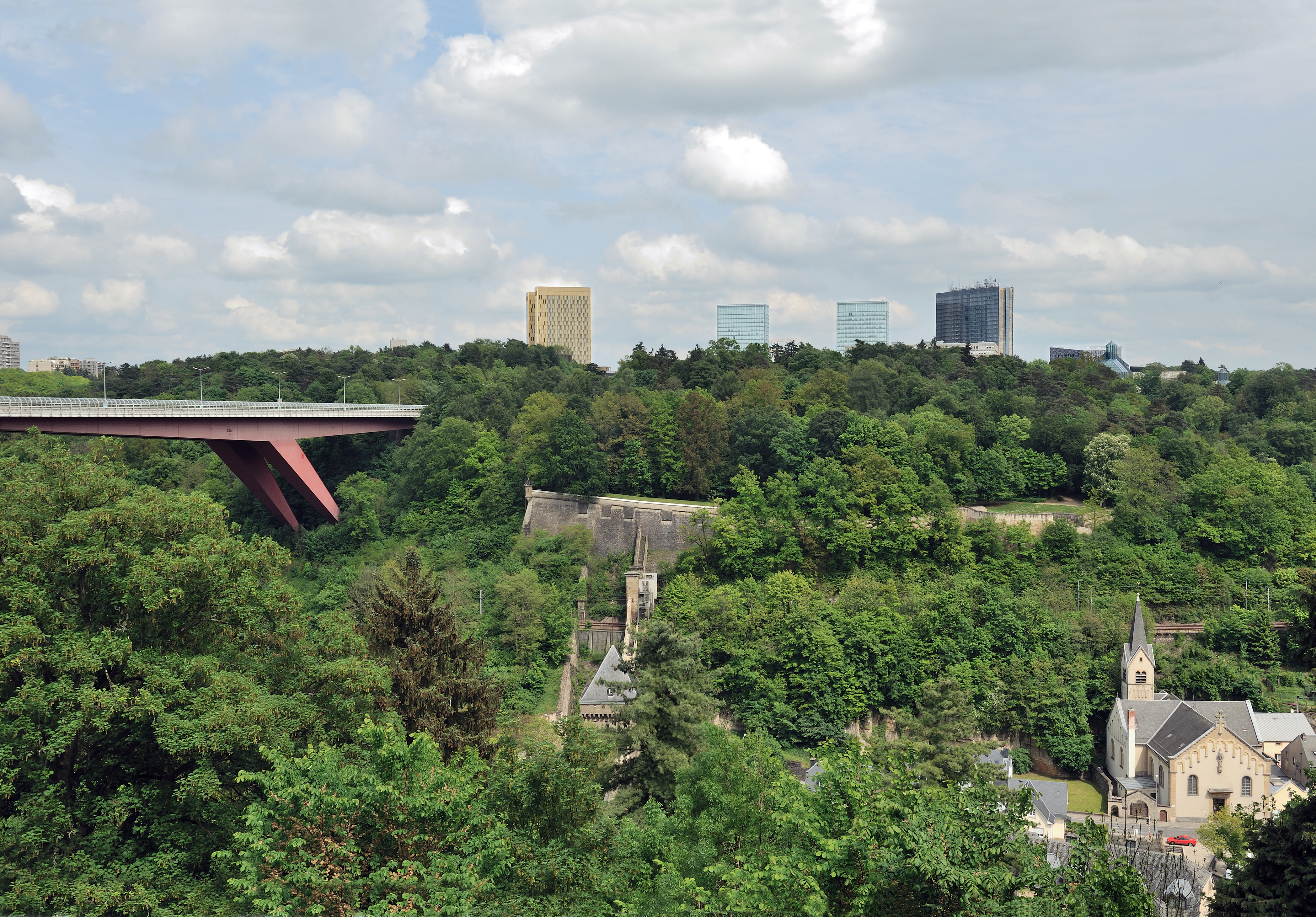
Kirchberg-Plateau Sicht vom Pfaffenthal
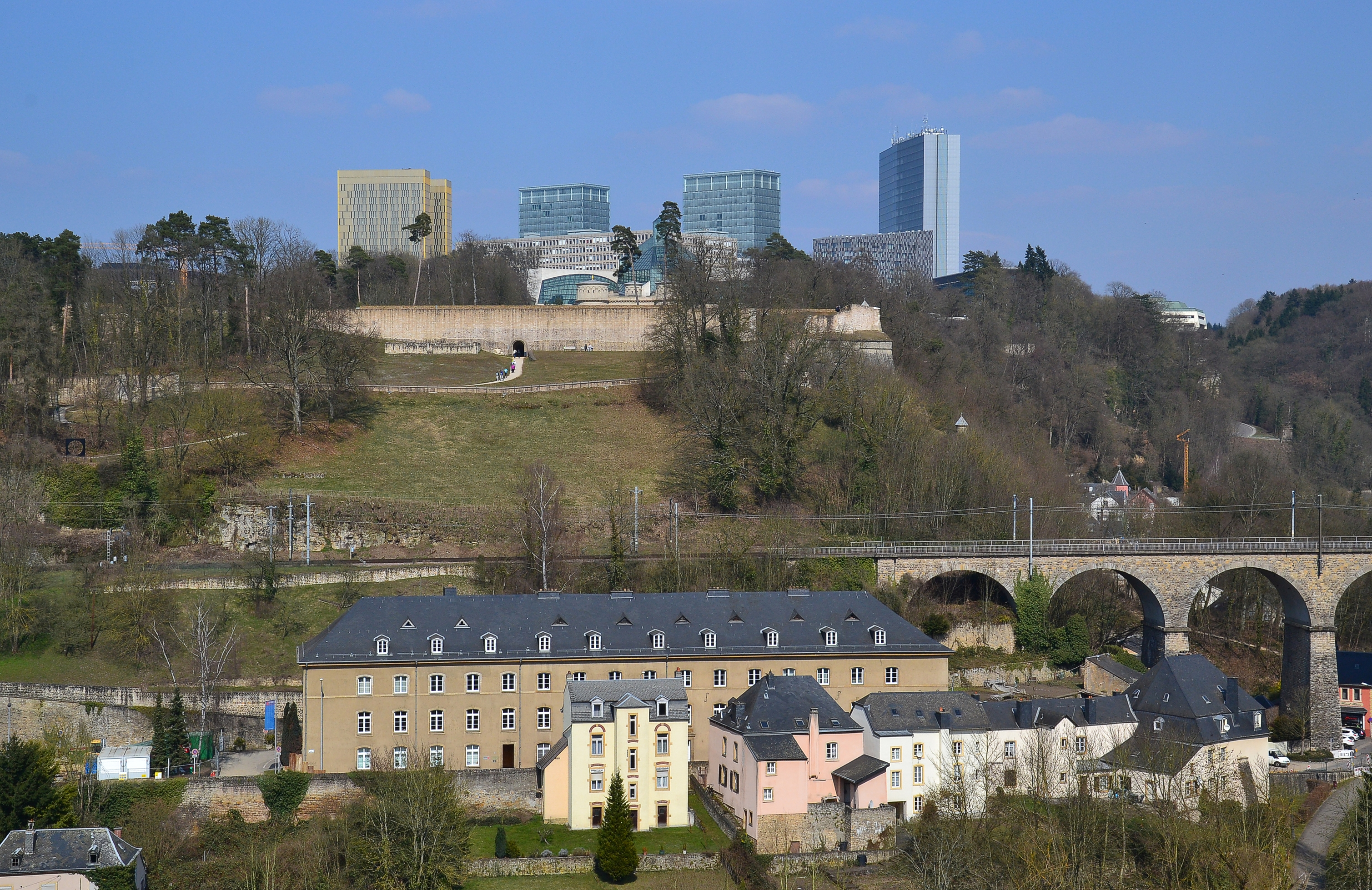
Kirchberg-Plateau Sicht von der Stadt
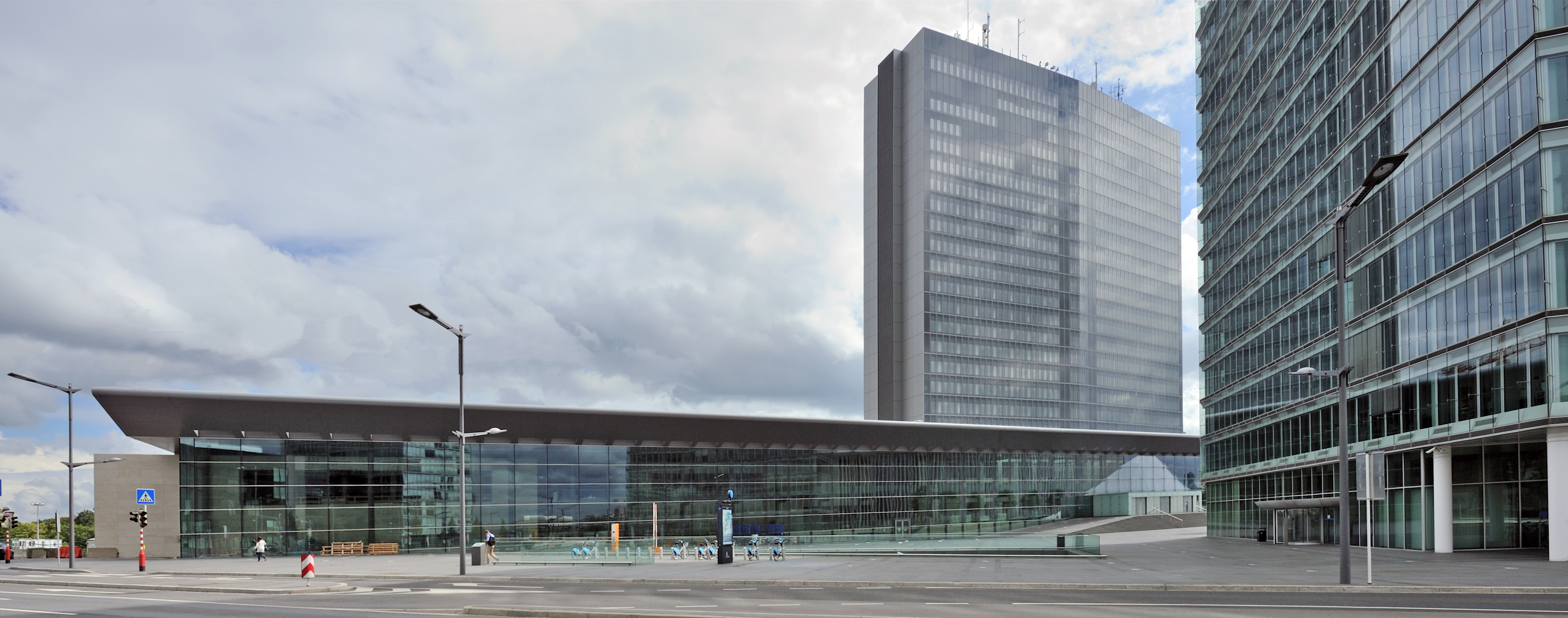
Kirchberg-Plateau Tour Alcide de Gasperi
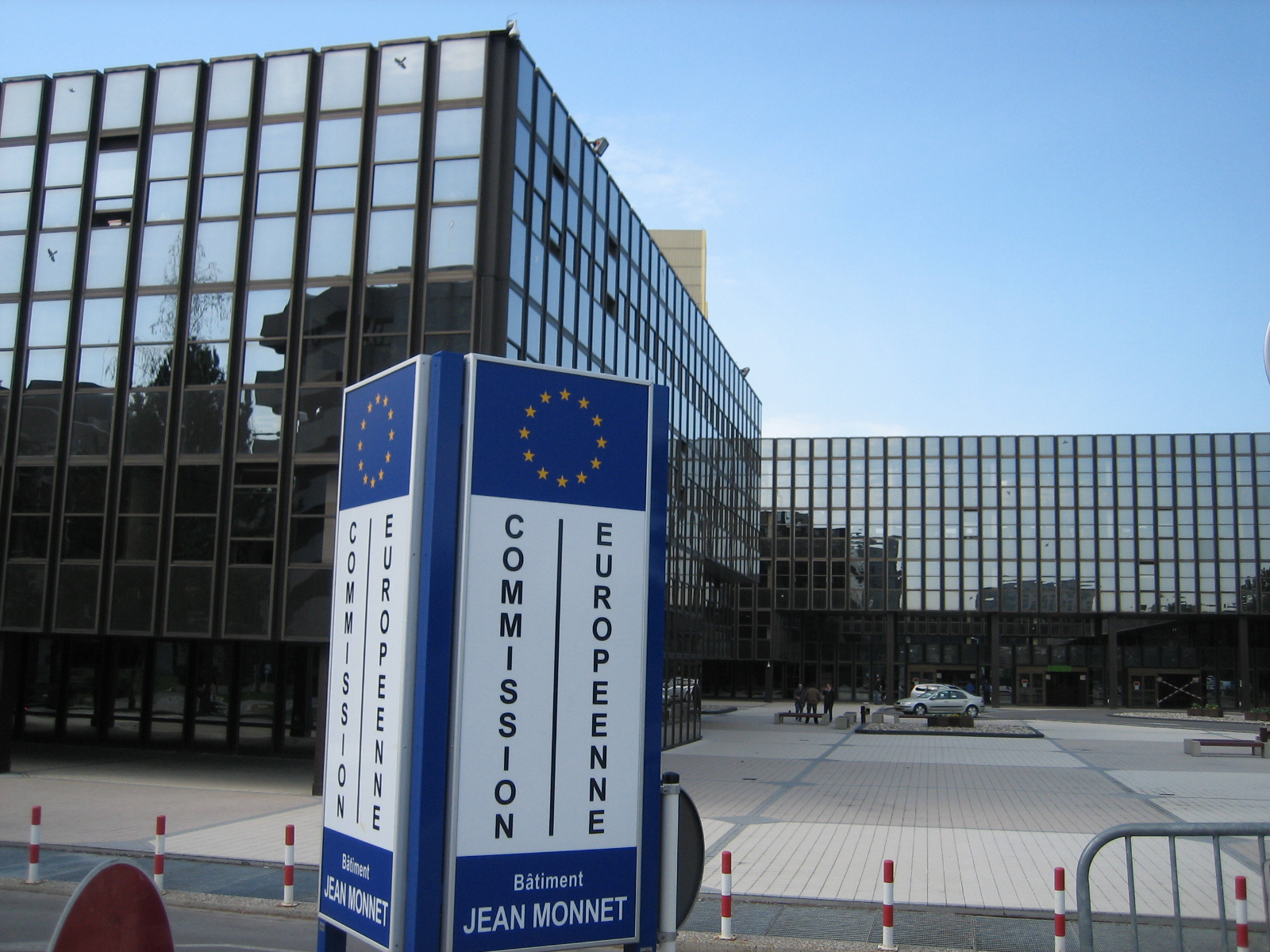
Kirchberg-Plateau Jean-Monnet-Gebäude
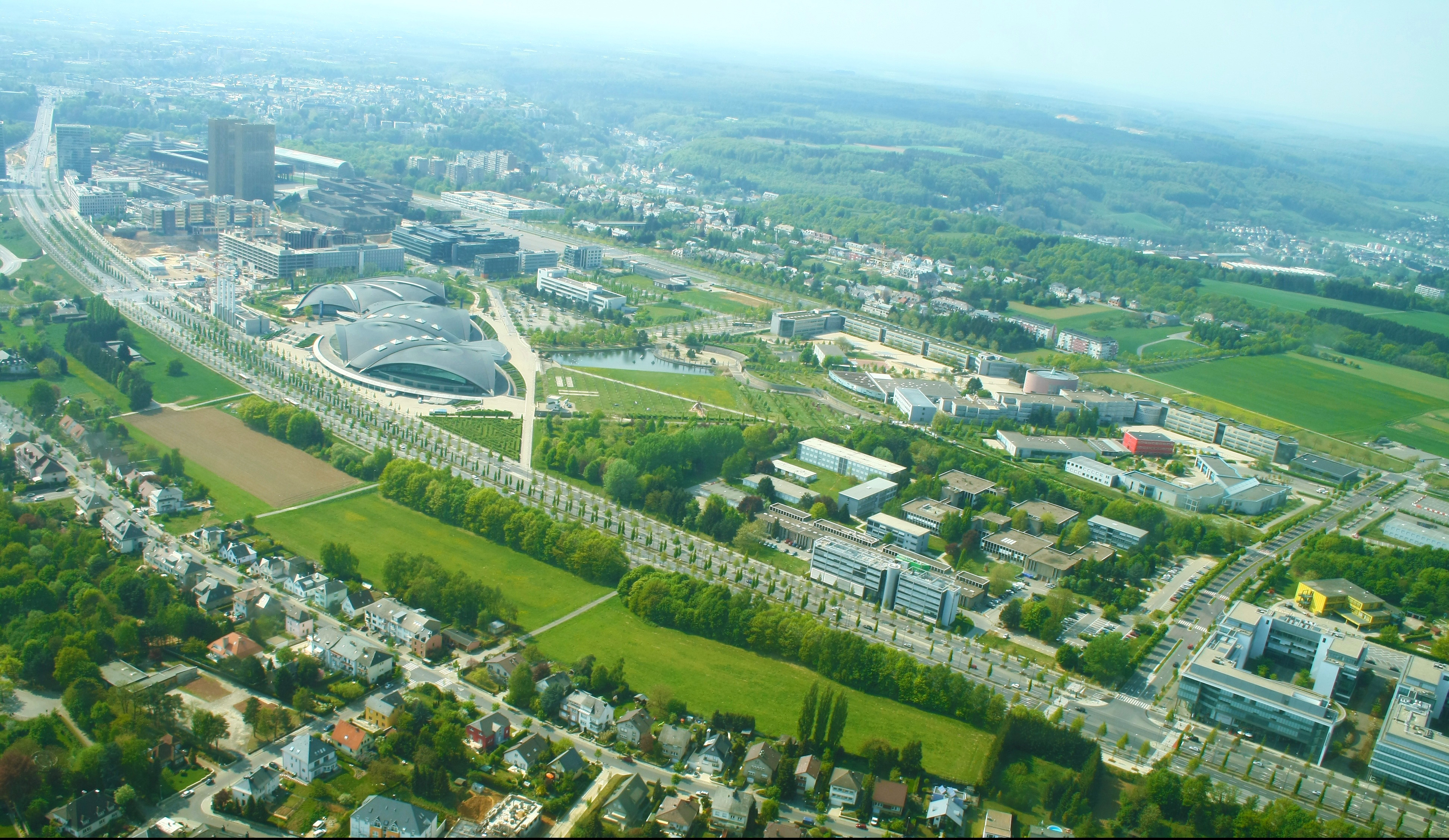
Kirchberg-Plateau mit Uni-Campus
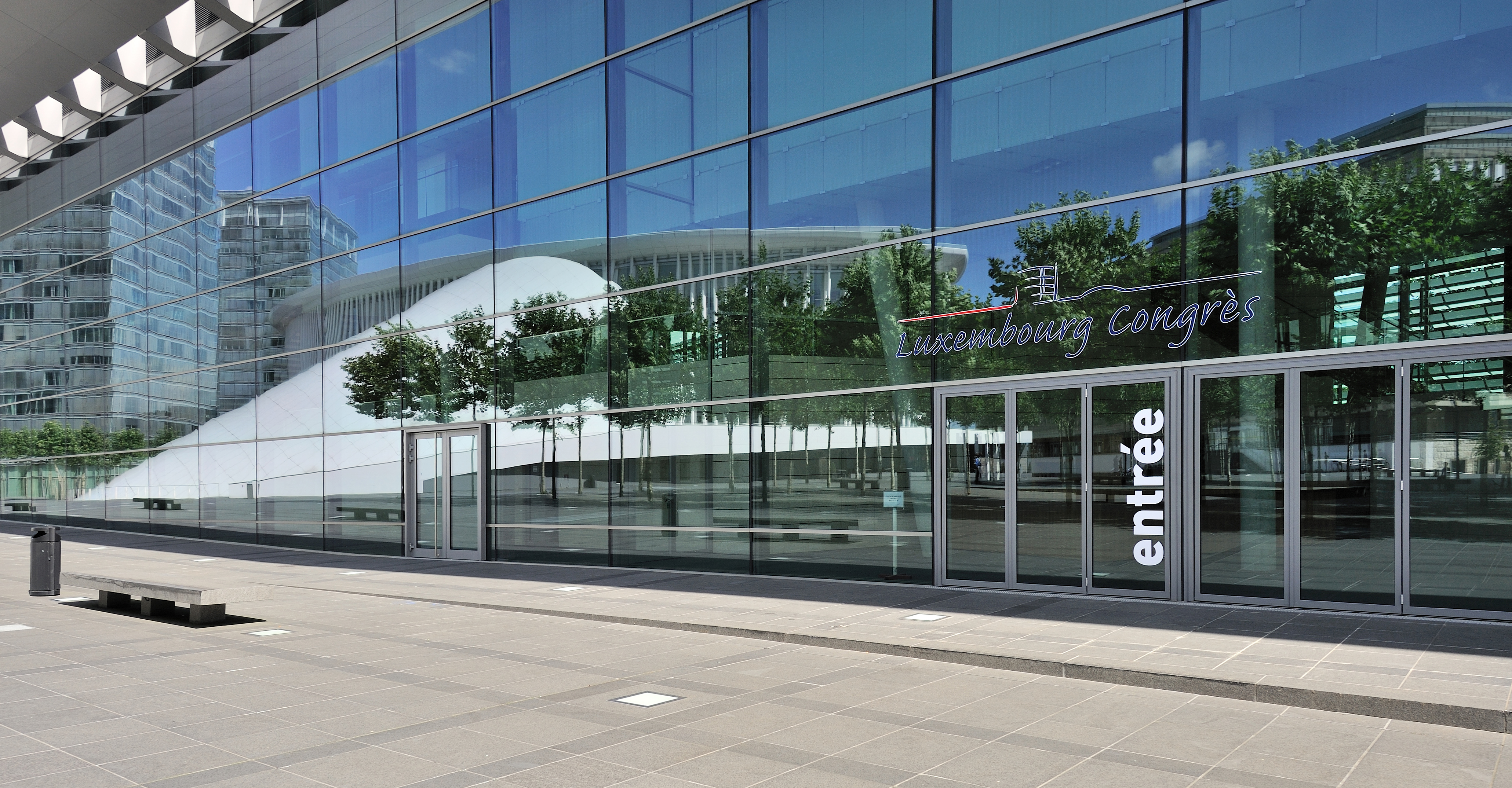
Kirchberg-Plateau Kongresszentrum
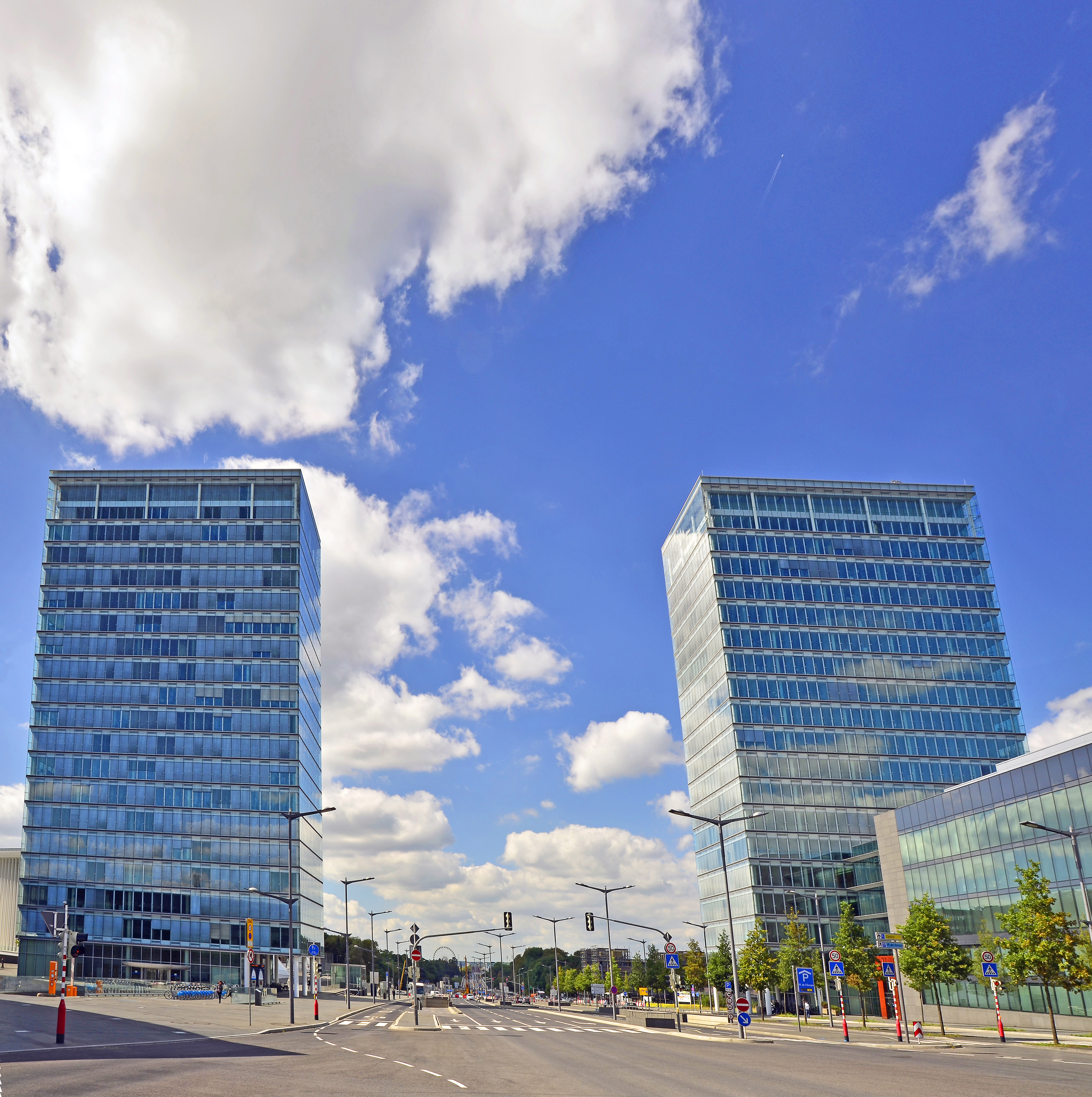
Kirchberg-Plateau Porte de Kirchberg